# Патријарх Атанасије II Александријски
Атанасије II Александријски, је био 28. по реду патријарх Александријски и чувар Трона Светог Марка.
Када је патријарх Петар III Александријски умро, епископи, старешине и народ пристали су да рукоположе Атанасија за патријарха. Задржао је ту функцију до своје смрти три године и девет месеци касније.
У календару светитеља Коптске цркве спомиње се на дан његове смрти.